# 孔查馬爾卡區
10°02′57″S 76°13′53″W / 10.0491°S 76.2315°W
孔查馬爾卡區（西班牙語：Distrito de Conchamarca），是秘魯的一個區，位於該國中部瓦努科大區的安博省，始建於1940年9月5日，面積101.8平方公里，海拔高度2,226米，2005年人口5,139，人口密度每平方公里51人。